# Manduria systropedon
Manduria systropedon är en insektsart som först beskrevs av John Obadiah Westwood 1859.  Manduria systropedon ingår i släktet Manduria och familjen Phasmatidae. Inga underarter finns listade i Catalogue of Life.